# Oštrobradić
Oštrobradić est une localité de Croatie située sur l'île de Krk et dans la municipalité de Malinska-Dubašnica, comitat de Primorje-Gorski Kotar. En 2001, la localité comptait 89 habitants.

## Démographie
| 1948 | 1953 | 1961 | 1971 | 1981 | 1991 | 2001 |
| ---- | ---- | ---- | ---- | ---- | ---- | ---- |
| 161  | 165  | 130  | 111  | 78   | 71   | 89   |